# Pyrinia adminiculata
Pyrinia adminiculata är en fjärilsart som beskrevs av Max Joseph Bastelberger 1907. Pyrinia adminiculata ingår i släktet Pyrinia och familjen mätare. Inga underarter finns listade.